# Gösta Löfgren
Karl Gösta Herbert Löfgren (ur. 29 sierpnia 1923 w Motali, zm. 5 września 2006 tamże) – szwedzki piłkarz, napastnik. Srebrny medalista MŚ 1958. Obdarzany przydomkiem Lövet.
Grał w Motala AIF i IFK Norrköping. W 1955 otrzymał nagrodę Guldbollen dla najlepszego szwedzkiego piłkarza. Z IFK trzykrotnie był mistrzem Szwecji (1960, 1962, 1963). W reprezentacji Szwecji w latach 1951–1961 zagrał 40 razy i strzelił 12 bramek. Podczas MŚ 58 zagrał w jednym meczu. W 1952 znalazł się w składzie brązowych medalistów igrzysk w Helsinkach. Karierę kończył w 1963.